# Krotonaldehyd
Krotonaldehyd är en omättad aldehyd med formeln C4H6O.

## Framställning
Krotonaldehyd framställs vanligen genom en aldolreaktion där acetaldehyd ombildas till 3-hydroxibutanal under inverkan av natriumhydroxid eller annan stark bas. Det dehydratiseras sedan under inverkan av ättiksyra till krotonaldehyd.

## Användning
Aldehydgruppen och dubbelbindningen i kolkedjan gör krotonaldehyd jämförelsevis reaktivt och kan användas för syntes av många andra ämnen, bland andra krotonsyra (reaktionen nedan) och konserveringsmedlet sorbinsyra (E 200).
{\displaystyle {\rm {C_{4}H_{6}O+H_{2}O_{2}\rightarrow C_{3}H_{5}COOH+H_{2}O}}}